# کرن مو
کرن مو (انگلیسی: Corn Mo با نام جان کانینگهام، خواننده، و موسیقی‌دان اهل ایالات متحده آمریکا است.
 او نوازنده سازهایی چون آکوردئون و ساز شستی‌دار می‌باشد.